# Hymenocallideae
Amaryllideae är ett tribus i familjen amaryllisväxter med tre släkten från Amerika. De utmärker sig genom att ha en ståndarna är förenade till en bikrona. Fröna är runda.

## Släkten
- Narcissliljesläktet (Ismene) - bladskaften bildar långa lökhalsar, eller en så kallad falsk stam. Ståndarna är bara något längre än själva bikronan och böjer sig inåt. Fröna är gröna.
- Spindelliljesläktet (Hymenocallis) saknar falsk stam och har långa raka ståndare.
- Leptochiton - liknar Ismene men bildar bara en blomma per blomstjälk och har svarta frön.